# لبنان في ألعاب البحر الأبيض المتوسط 1955
شاركت لبنان في النُسخة الثانية من دورة ألعاب البحر الأبيض المتوسط 2022 التي أقيمت بمدينة برشلونة في إسبانيا خلال الفترة من 16 يوليو  (تموز) وحتى 25 يوليو (تموز) 1955، بمُشاركة 34 رياضي من لبنان، وتمكنت لبنان خلال منافسات هذه البطولة من حصد ستة ميداليات كان من بينها أول ميدالية ذهبية تفوز بها لبنان في تاريخ البطولة، والتي أحرزها لاعب رفع الأثقال مصطفى لحام في منافسات الوزن 75 كيلوغرام، على الرغم من انخفاض إجمالي عدد الميداليات التي أحرزتها لبنان عن النُسخة الماضية من البطولة من 19 ميدالية إلى 6 ميداليات فقط. واحتلت لبنان بذلك المركز السابع ضمن في ترتيب الدول المُشاركة في هذه النسخة من البطولة.

## الميداليات
تمكّن لاعبي لبنان من حصد ستة ميداليات خلال منافسات النُسخة الثانية من بطولة دورة ألعاب البحر الأبيض المتوسط عام 1955 من بينها ميدالية ذهبية واحدة وميدالية فضية واحدة وأربع ميداليات برزونزية. ولم تفز لبنان خلال هذه النسخة من البطولة بأي ميداليات في الملاكمة أو الرماية، ولم تقام منافسات المصارعة الحرة في هذه النسخة من البطولة. ويوضّح الجدول التالي الميداليات التي أحرزها لاعبي لبنان في الألعاب المختلفة خلال هذه اللعبة من البطولة:
  *   البلد المضيف (مضيف)
| اللعبة    | ذهبية | فضية | برونزية | المجموع |
| --------- | ----- | ---- | ------- | ------- |
| رفع أثقال | 1     | 0    | 2       | 3       |
| مصارعة    | 0     | 1    | 2       | 3       |
| المجموع   | 1     | 1    | 4       | 6       |

## اللاعبين المُشاركين
شارك 34 لاعبًا من لبنان في منافسات النُسخة الثانية من بطولة دورة ألعاب البحر الأبيض المتوسط عام 1955، ويوضح الجدول التالي الاعبين الذين تمكنوا من إحراز ميداليات للبنان من خلال مُشاركاتهم في هذه النسخة من البطولة:
| الميدالية | اسم اللاعب الحائز على الميدالية | اللعبة      | المنافسات                |
| --------- | ------------------------------- | ----------- | ------------------------ |
| ذهبية     | مصطفى لحام                      | رفع الأثقال | وزن 75 كيلوغرام          |
| فضية      | زكريا شهاب                      | المصارعة    | حرة، وزن 57 كيلوغرام     |
| برونزية   | سليم موسىّ                       | رفع الأثقال | وزن 56 كيلوغرام          |
| برونزية   | هاروتيون جوبانيان               | رفع الأثقال | وزن 60 كيلوغرام          |
| برونزية   | أحمد نحلة                       | المصارعة    | رومانية، وزن 52 كيلوغرام |
| برونزية   | إيلي نعسان                      | المصارعة    | رومانية، وزن 62 كيلوغرام |